# Oxychloë castellanosii
Oxychloë castellanosii är en tågväxtart som beskrevs av Manuel Barros. Oxychloë castellanosii ingår i släktet Oxychloë och familjen tågväxter. Inga underarter finns listade i Catalogue of Life.